# Despaxia augusta
Despaxia augusta är en bäcksländeart som först beskrevs av Banks 1907.  Despaxia augusta ingår i släktet Despaxia och familjen smalbäcksländor. Inga underarter finns listade i Catalogue of Life.